# ناحیه کاستر، شهرستان آنتریم، میشیگان
ناحیه کاستر (به انگلیسی: Custer Township) یک منطقهٔ مسکونی در ایالات متحده آمریکا است که در شهرستان انتریم، میشیگان واقع شده‌است.
 ناحیه کاستر ۹۱٫۲ کیلومتر مربع مساحت و ۱٬۱۳۶ نفر جمعیت دارد و ۲۷۲ متر بالاتر از سطح دریا واقع شده‌است.